# Chaoshan
Chaoshan is een term die gebruikt wordt om de taalkundige en culturele gelijkenis in het oosten van de Chinese provincie Guangdong te beschrijven. In dit gebied wordt geen Kantonees dialect, maar een Minnanse dialect gesproken, namelijk het Chaozhouhua. Als overzeese Chinezen het hebben over Chaozhou, hebben ze eigenlijk over Chaoshan. Chaoshan staat bekend als een van de grootste emigrantenstreken. Een groot aandeel van de overzeese Chinezen hebben wortels in dit gebied.

## Geografie
Chaoshan is de regio die bestaat uit de prefectuursteden Chaozhou, Shantou en Jieyang. Chaoshan heeft een oppervlakte van 10.404 km² dat zich uitstrekt van Shanwei tot de provinciegrens van Fujian.

## Bevolking
De meeste inwoners van Chaoshan zijn autochtonen die Chaozhounezen worden genoemd. In 2020 woonden er 13,6 miljoen mensen in de streek Chaoshan, waarvan 11,6 miljoen in het aaneengesloten, verstedelijkte metropoolgebied.
| Stadsprefectuur | Populatie (2020 census) |
| --------------- | ----------------------- |
| Chaozhou        | 2.568.387               |
| Jieyang         | 5.577.814               |
| Shantou         | 5.502.031               |
| Totaal          | 13.648.232              |

## Cultuur en dialect
Chaoshan is anders dan de rest van China, omdat hier zich een eigen cultuur heeft ontwikkeld die alleen in Chaoshan te vinden is. Andere Chinese culturen zijn meestal in hele provincies ongeveer hetzelfde.
In Chaoshan spreekt men het Chaozhouhua, drinkt men Chaozhou thee, eet men Chaozhou eten, luistert men Chaozhou muziek en kijkt men Chao-opera.

## Religie

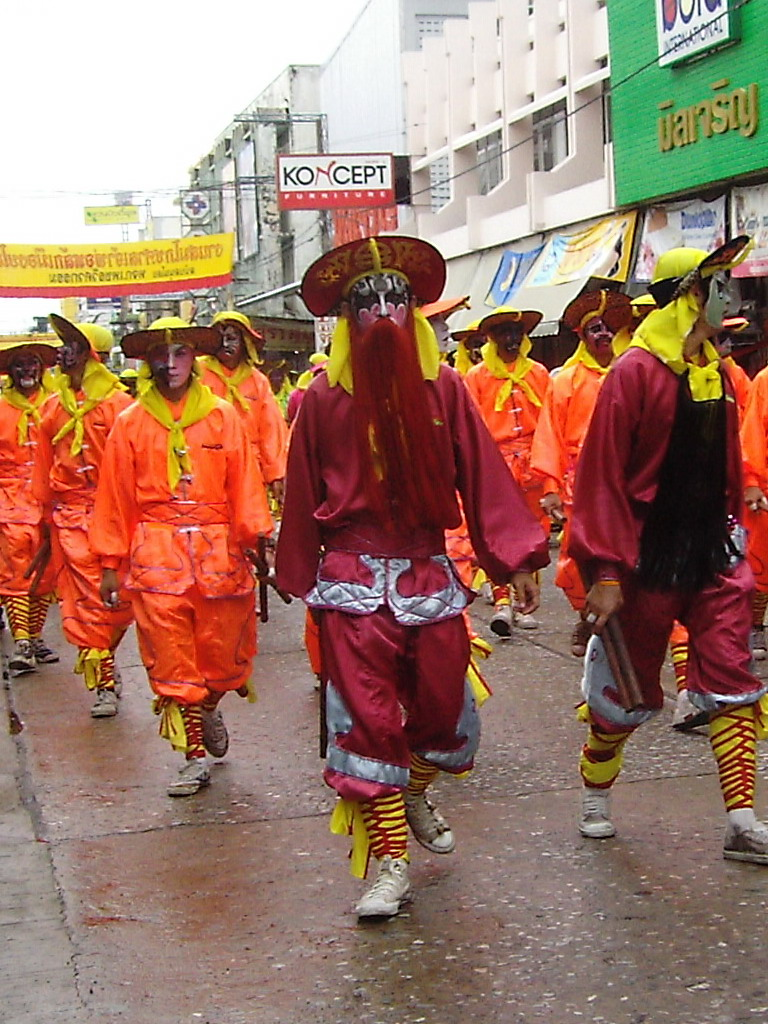
Religieuze optocht van Chaoshanezen in Yasothon

In Chaoshan is de bevolking sterk religieus. Zo ook de overzeese Chinezen die uit deze regio komen. Chinese volksreligie speelt een belangrijke rol in het dagelijks leven in Chaoshan. Men offert dagelijks aan vele goden en religieuze feesten zoals Ullambana worden uitbundig gevierd in het openbaar. Migranten die oorspronkelijk van Chaoshan komen, hebben vaak eigen lokale verenigingen opgezet om ullambana te vieren. Deze worden ullambanaverenigingen genoemd.
Betreft dodengeld en andere papieren offers heeft deze regio eigen varianten ontwikkeld die men in andere gebieden van China niet tegenkomt.

## Economie
De regio is sinds begin jaren tachtig een speciaal economische zone. Dit had een grote effect op de levens van de bevolking hier. De economie is hier niet zo groot geworden als andere speciaal economische zones in Guangdong. De Universiteit van Shantou heeft het moeilijk om lokale studenten aan te trekken voor een opleiding.
De economie in Chaoshan is gestegen dankzij de gulle giften van overzeese Chinezen van Chaozhounese afkomst. Deze waren in de 19e en 20e eeuw naar het buitenland gegaan om geld te verdienen, toentertijd heerste er grote werkloosheid en armoede onder het gewone volk. Veel Chaozhounezen wonen nu in Hongkong, Vietnam, Maleisië, Frankrijk, Singapore, Thailand, Laos en Cambodja. Li Ka-Shing is een van de rijkste en bekendste Chinezen van Chaozhounese afkomst. Hij geeft speciale beurzen voor talentvolle Chaozhounese jongeren. Ook heeft hij de Universiteit van Shantou laten bouwen.